# Trittame ingrami
Trittame ingrami là một loài nhện trong họ Barychelidae. Loài này phân bố ờ Queensland.